# 狂蟒之災 (2024年電影)
《狂蟒之災》是一部由项秋良和项河生执导、项秋良和项河生监制，尹子维、夏若妍、王星辰主演的2024年中国和香港合拍的冒险惊悚片，本片翻拍自珍妮弗·洛佩兹主演的美国电影《狂蟒之災》。
2023年2月，本片在广电总局备案为网络电影